# Prags
Prags (italià Braies) és un municipi italià, dins de la província autònoma de Tirol del Sud. És un dels municipis del vall de Pustertal. L'any 2007 tenia 655 habitants. Comprèn les fraccions d'Außerprags (Braies di Fuori), Innerprags (Braies di Dentro) i St. Veit (San Vito). Limita amb els municipis de Cortina d'Ampezzo, Toblach, Mareo, Welsberg-Taisten, Olang, i Niederdorf. Al municipi es troba el conegut llac de Pragser Wildsee.

## Situació lingüística
| Pertinença lingüística (cens 2001) | 96,89% alemany |
| Pertinença lingüística (cens 2001) | 2,79% italià   |
| Pertinença lingüística (cens 2001) | 0,33% ladí     |

## Administració

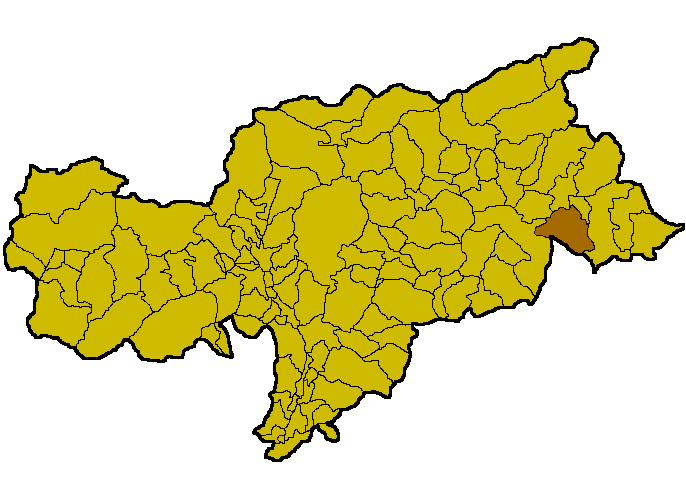
Territori comunal

| Període | Identitat            | Partit |
| ------- | -------------------- | ------ |
| 2004-   | Alfred Mutschlechner | SVP    |